# Coaltown of Wemyss
Coaltown of Wemyss är en by i Fife i Skottland. Byn är belägen 23,4 km 
från Edinburgh. Orten har 670 invånare (2016).